# 2000 في تونس
فيما يلي قوائم الأحداث التي وقعت خلال عام 2000 في تونس.

## سياسة

### تعيين في المنصب
- 1 يناير – عباس محسن رئيس بلدية تونس.

## موسيقى

### أغاني
من الأغاني التي صدرت هذه السنة في تونس:
- 1 يناير – سيدي منصور من غناء صابر الرباعي.

## وفيات

### يناير
- 1 يناير – الفرجاني بالحاج عمار (مواليد 1916) سياسي تونسي.

### أبريل
- 6 أبريل – الحبيب بورقيبة (مواليد 1903) أحد زعماء العرب أول رئيس للجمهورية التونسية.

### يونيو
- 15 يونيو – الهادي المبروك (مواليد 1921)